# История на автомобила
Историята на автомобила започва през 1672 г. с изобретяването на първото задвижвано с пара превозно средство, колесница с пара на Фердинанд Вербийст. За първи автомобил, задвижван с пара и способен да превозва хора, се счита този, построен от Никола-Жозеф Кюньо през 1769 г. Изобретателите започват да се разклоняват в началото на XIX в., като създават двигателя на де Риваз, един от първите двигатели с вътрешно горене, и един от първите електромотори. По-късно, през 1826 г., Самюъл Браун изпробва първия двигател с вътрешно горене с промишлено приложение.
В средата на XIX в. в Англия е приет нарочен закон за движението на големите превозни средства, но напредъкът в развитието на двигатели с вътрешно горене продължава. Инженерите създават дву- и четиритактови двигатели с вътрешно горене и започват да използват бензин като гориво. Серийно произведени превозни средства започват да се появяват през 1887 г., когато Карл Бенц разработва автомобил с бензинов двигател и прави няколко идентични екземпляра. Следващото производство е белязано от Ford Model T, създаден от Ford Motor Company през 1908 г., който става първият автомобил, произвеждан масово на конвейер.

## Двигатели
В началото усилията са съсредоточени върху търсенето на надежден преносим двигател.

### Задвижване с пара
Първите експериментални превозни средства с парна тяга са построени след като Ричард Тревитик предлага метод за използването на пара с високо налягане. Мобилните парни машини намират практическо приложение едва около 1800 г. През първата половина на XIX в. се наблюдава голям напредък в конструирането на парни превозни средства, а през 50-те години на XIX в. те вече се произвеждат за продажба. Този напредък е потиснат от законодателството в Англия, което ограничава или забранява използването на превозни средства с парна тяга по пътищата. Независимо от това, от 80-те години на XIX в. до 20-те години на XX в. се наблюдава непрекъснато усъвършенстване на технологията и техниките за производство и са разработени многобройни пътни превозни средства с парна тяга. През XX век бързото развитие на технологията на двигателите с вътрешно горене води до прекратяване на използването на парната машина в превозни средства, като сравнително малко на брой остават в употреба след Втората световна война. Много от тях са придобити от ентусиасти с цел съхранение на историята и все още съществуват множество екземпляри. През 60-те години на ХХ век проблемите със замърсяването на въздуха в Калифорния предизвикват кратък период на подновен интерес към разработването и изучаването на превозни средства с парна тяга като възможно средство за намаляване на замърсяването. Освен отделни реплики за ентусиастите и с експериментална цел, към 2020 г. не се произвеждат превозни средства с парна тяга.

### Електрическо задвижване

#### XIX век
През 1828 г. унгарецът Ányos Jedlik, който изобретява ранен тип електрически двигател, създава малък модел на автомобил, задвижван от него. През 1834 г. ковачът от Върмонт Томас Дейвънпорт, изобретател на първия американски електрически двигател за постоянен ток, монтира своя двигател в малък автомобил, който управлява по къса кръгова електрифицирана писта. През 1835 г. професор Стратинг (Sibrandus Stratingh) от Гронинген, Нидерландия, и неговият асистент Кристофър Бекер създават малък електрически автомобил, задвижван от галванични елементи за еднократна употреба. През 1838 г. шотландецът Робърт Дейвидсън построява електрически локомотив, който развива скорост от 6,4 km/h. През 1840 г. в Англия е издаден патент за използването на релси като проводници на електрически ток, а през 1847 г. подобни американски патенти са издадени на Lilley и Colten.
Не е ясно кой точно е първият електрически автомобил. Между 1832 г. и 1839 г. Робърт Андерсън от Шотландия изобретява груба електрическа каляска, задвижвана от галванични елементи. През ноември 1881 г. френският изобретател Гюстав Пиер Труве демонстрира работещ триколесен автомобил, задвижван с електричество, на Международното изложение по електричество в Париж. Английският изобретател Томас Паркър, чиито нововъведения са електрифицирането на лондонското метро, трамваите в Ливърпул и Бирмингам и бездимното гориво от въглища (Coalite), построява през 1884 г. в Лондон първия сериен електрически автомобил със специално разработени от него акумулаторни батерии с голям капацитет. Други обаче смятат Flocken Elektrowagen от 1888 г. на германския изобретател Андреас Флокен за първия истински електромобил.

#### XX и XXI век
Електрическите автомобили са популярни в периода между края на XIX и началото на XX век, когато електричеството е сред предпочитаните методи за задвижване на автомобилите, осигурявайки ниво на комфорт и лекота на управление, което не може да бъде постигнато от бензиновите автомобили по онова време. Напредъкът в технологиите с вътрешно горене, особено с въвеждането на електрически стартер, скоро премахва това предимство: по-големият пробег на бензиновите автомобили, по-бързото им зареждане с гориво и разрастващата се петролна инфраструктура стимулират масовото производство на бензинови автомобили от компании като Форд Мотър Къмпани. Така цените на бензиновите автомобили намаляват до по-малко от половината от тези на електрическите автомобили, което на практика ги премахва от важни пазари като САЩ до 30-те години на ХХ век. През 1997 г. се появяват Toyota RAV4 EV и Nissan Altra, първите серийни електрически автомобили, които използват съответно NiMH и Li-ion батерии (вместо по-тежките оловно-киселинни).
През последните години повишената загриженост за въздействието на бензиновите автомобили върху околната среда, по-високите цени на бензина, подобренията в технологията на батериите и перспективата за пик на нефта доведоха до подновяване на интереса към електрическите автомобили, които се възприемат като по-екологични и по-евтини за поддръжка и експлоатация, въпреки високите първоначални разходи.

### Двигатели с вътрешно горене

#### Газови смеси
Първите опити за създаване и използване на двигатели с вътрешно горене използват газови смеси. Например Кристиян Хюйгенс (1629 – 1695 г.) построява двигател с вътрешно горене, задвижван с барут, за да доставя вода за напояване на градините на двореца Версай.
Други ранни експериментатори също използват газове. През 1806 г. швейцарският инженер Франсоа Исак дьо Риваз построява двигател, задвижван от вътрешно горене на смес от водород и кислород. През 1826 г. англичанинът Самюъл Браун тества своя двигател с вътрешно горене, захранван с водород, като го използва за задвижване на превозно средство по Шутърс Хил в Югоизточен Лондон. Хипомобилът на белгиеца Етиен Леноар с едноцилиндров двигател с вътрешно горене, задвижван с водород, прави тестов пробег от Париж до Жоанвил льо Пон през 1860 г., като изминава около 9 km за по-малко от три часа. По-късната му версия се задвижва с коксов газ. През 1884 г. е патентован и изпробван автомобилът Delamare-Deboutteville.
Използването на пропан-бутан (LPG) или природен газ в превозните средства става популярно спорадично – често в зависимост от предлагането и цената на бензина.

#### Бензин
През 1867 г. Николаус Ото и Ойген Ланген конструират работещ двигател с вътрешно горене, залегнал в основата на днешния четиритактов двигател. Около 1870 г. във Виена, Австрия (тогава Австро-Унгария), изобретателят Зигфрид Маркус монтира двигател с вътрешно горене с течно гориво на обикновена ръчна количка, с което става първият човек, задвижил превозно средство с помощта на бензин. Днес този автомобил е известен като „първата кола на Маркус“, но е по-скоро количка. Вторият му автомобил, построен и пуснат в движение през 1875 г., е първият автомобил, задвижван с бензин, и се намира във Виенския технически музей. През 1883 г. Маркус получава германски патент за нисковолтова запалителна система от типа „магнето“. Тази конструкция е използвана за всички следващи двигатели. Това запалване, в съчетание с „карбуратора с въртящи се четки“, прави конструкцията на двигателя иновативна. През живота си той е почитан като създател на автомобила, но мястото му в историята е почти заличено от нацистите по време на Втората световна война. Тъй като Маркус е от еврейски произход, нацистката пропагандна служба нарежда работата му да бъде унищожена, името му да бъде изтрито от бъдещите учебници, а публичните му паметници да бъдат премахнати, като вместо това се отдаде дължимото на Карл Бенц.
През последните две десетилетия на XIX в. няколко изобретатели разработват свои версии на практични автомобили с бензинови/газови двигатели с вътрешно горене: Карл Бенц конструира първия си автомобил през 1885 г. в Манхайм. Бенц получава патент за своя автомобил на 29 януари 1886 г. и започва първото производство на автомобили през 1888 г., след като съпругата му Берта Бенц доказва – с първото пътуване на дълги разстояния през август 1888 г. от Манхайм до Пфорцхайм (около 100 km) за около ден – че тази „карета без коне“ е способна на продължително пътуване. От 2008 г. насам това събитие се отбелязва като Мемориално трасе „Берта Бенц“.
Скоро след това Готлиб Даймлер и Вилхелм Майбах в Щутгарт през 1889 г. проектират превозно средство, което да бъде автомобил, а не карета с допълнителен двигател. Обикновено на тях се приписва и изобретяването на първия мотоциклет през 1886 г., но през 1882 г. Енрико Бернарди от университета в Падуа в Италия патентова едноцилиндров бензинов двигател с мощност 0,024 к.с. (18 W) и обем 122 cm³ и го монтира в триколесния велосипед на сина си, което го прави поне кандидат за първи автомобил и първи мотоциклет.:с. 26 Бернарди разширява триколесния велосипед през 1892 г., за да превозва двама възрастни.:с. 26 
Първият четириколесен автомобил с бензинов двигател във Великобритания е построен в Уолтъмстоу от Фредерик Бремер през 1892 г. Друг автомобил е направен в Бирмингам през 1895 г. от Фредерик Уилям Ланчестър, който патентова и дисковата спирачка. Първият електрически стартер е монтиран на автомобила Arnold, адаптация на Benz Velo, построен в Кент между 1895 и 1898 г.:с. 25 
Джордж Фут Фос от Шербрук, Квебек, конструира едноцилиндров бензинов автомобил през 1896 г., който управлява в продължение на четири години, пренебрегвайки предупрежденията на градските власти за арест заради „лудите му изцепки“.
В днешно време много от първите пионери са почти забравени. През 1891 г. Джон Уилям Ламбърт построява триколесна кола в Охайо сити, Охайо, унищожена при пожар същата година, а Хенри Надиг конструира четириколесна кола в Алънтаун, Пенсилвания. Вероятно е имало и други.:с. 25 

## Хронология на развитието

### Период на ветераните
На 8 май 1879 г. американецът Джордж Б. Селдън подава заявка за патент, която включва не само двигателя, но и използването му в автомобил с четири колела. Селдън прави поредица от изменения на заявката си, които удължават правния процес, което води до забавяне от 16 години преди патентът да бъде издаден на 5 ноември 1895 г. Селдън лицензира патента си на повечето големи американски производители на автомобили, като събира такса за всеки произведен от тях автомобил и създава Асоциацията на лицензираните производители на автомобили. Ford Motor Company се бори срещу този патент в съда и в крайна сметка печели при обжалване. Хенри Форд свидетелства, че патентът повече е попречил, отколкото е насърчил развитието на автомобилите в САЩ.
Първото производство на автомобили е дело на Карл Бенц през 1888 г. в Германия, и по лиценз на Бенц – на Емил Роже във Франция. Има и много други производители, сред които конструкторите на триколки Рудолф Ег, Едуард Бътлър и Леон Боле.:с. 20 – 23 Боле, използвайки двигател с обем 650 cm³ по собствена разработка, дава възможност на водача си Жамин да развие средна скорост от 45 km/h в ралито Париж-Турвил през 1897 г.:с. 23 До 1900 г. във Франция и САЩ започва масово производство на автомобили.
Първата компания, създадена с цел производство на автомобили, е Panhard et Levassor във Франция, която въвежда и първия четирицилиндров двигател.:с. 22 Създадена през 1889 г., Panhard е последвана от Peugeot две години по-късно. В началото на XX век автомобилната индустрия започва да се развива бурно в Западна Европа, особено във Франция, където през 1903 г. са произведени 30 204 автомобила, което представлява 48,8% от световното производство на автомобили през същата година.
В северната част на САЩ местните механици експериментират с най-различни прототипи. В щата Айова например, през 1890 г. Джеси О. Уелс кара локомобил, задвижван с пара. Провеждат се многобройни експерименти с електрически превозни средства, задвижвани от акумулаторни батерии. Първите потребители поръчват автомобили с бензинови двигатели като Haynes, Mason и Duesenberg. Ковачи и механици започват да управляват ремонтни работилници и бензиностанции. През 1893 г. в Спрингфийлд, Масачузетс, братята Чарлз и Франк Дюрие основават компанията Duryea Motor Wagon Company, която става първата американска компания за производство на автомобили. Основаната през 1897 г. компания Autocar Company прави редица иновации, които се използват и до днес, и остава най-старият действащ производител на моторни превозни средства в САЩ. Въпреки това Рансъм Е. Олдс и неговата Olds Motor Vehicle Company (по-късно известна като Oldsmobile) доминират през този период с колата си Oldsmobile Curved Dash. Производствената ѝ линия е пусната в действие през 1901 г. Компанията на Томас Б. Джефри разработва втория в света масово произвеждан автомобил, и през първата година произвежда и продава 1500 автомобила Rambler, което представлява една шеста от всички съществуващи автомобили в САЩ по това време. В рамките на една година Cadillac (създадена от Henry Ford Company), Winton и Ford също произвеждат автомобили в хиляди бройки. В Саут Бенд, Индиана, Studebaker Corporation, която е водещ световен производител на превозни средства, теглени от коне, преминава към електрически автомобили през 1902 г., а през 1904 г. – към бензинови двигатели. Те продължават да произвеждат превозни средства с конска тяга до 1919 г.
Първият автомобил в Централна Европа е произведен от австро-унгарската компания Nesselsdorfer Wagenbau (по-късно преименувана на Tatra) през 1897 г. – автомобилът Präsident. През 1898 г. Луи Рено модифицира автомобил De Dion-Bouton с фиксиран карданен вал и диференциал, като по този начин създава „може би първия hot rod автомобил в историята“ и така Рено и братята му навлизат в автомобилната индустрия. Иновациите са бързи и необуздани, без ясни стандарти за основната архитектура на автомобилите, стиловете на каросериите, конструктивните материали или управлението, например много автомобили ветерани използват за управление румпел, а не кормило (волан). През 1903 г. фирмата Thomas B. Jeffery Company чрез автомобилите си Rambler прави волана стандарен и премества мястото на водача в лявата част на автомобила. Верижната предавка доминира над карданния вал, а затворените каросерии са изключителна рядкост. Барабанните спирачки са въведени от Renault през 1902 г. През следващата година холандският дизайнер Якобус Спийкър (Spyker или Spijker) конструира първия състезателен автомобил със задвижване на четирите колела;:с. 77 той никога не се състезава и едва през 1965 г. при модела Jensen FF задвижването на четирите колела се използва в сериен автомобил.:с. 78 
В рамките на няколко години стотици производители използват най-разнообразни технологии. В продължение на десетилетия се конкурират автомобили с парно, електрическо и бензиново/газово задвижване, като към 1910 г. бензиновите/газовите двигатели с вътрешно горене придобиват доминиращо положение. Проектирани са автомобили с два и дори четири двигателя, а работният обем на двигателите достига до над 12 литра. По това време се правят опити и се отхвърлят много съвременни постижения, включително хибриди на газ/електричество, многоклапанни двигатели, горно разположени разпределителни валове и задвижване на четирите колела.
Иновациите не се ограничават само до самите автомобили. Увеличаването на броя на автомобилите стимулира развитието на петролната индустрия,:с. 60 – 61 както и разработването на технологии за производство на бензин (заместващ керосина и въглищното масло) и на подобрения в топлоустойчивите смазочни материали от минерални масла (заместващи растителните и животинските масла).:с. 60 
Има и социални последици. За автомобилите се създава музика, като например „In My Merry Oldsmobile“ (традиция, която продължава), а през 1896 г. Уилям Дженингс Брайън е първият кандидат за президент на САШ, който води предизборна кампания с автомобил (подарен му Mueller) в Декейтър, Илинойс.:с. 92 Три години по-късно Джейкъб Герман поставя началото на традиция за таксиметровите шофьори в Ню Йорк, когато се спуска по Лексингтън авеню с „безразсъдната“ скорост от 19 km/h.:с. 92 Също през 1899 г. в Акрън, Охайо, се появява първият полицейски фургон.:с. 92 
До 1900 г. ранни центрове на национална автомобилна индустрия се развиват в много страни, включително Белгия (Vincke, който копира Benz; Germain, псевдо-Панхард; и Linon и Nagant, базирани на Gobron-Brillié),:с. 25 Швейцария (ръководена от Fritz Henriod, Rudolf Egg, Saurer, Johann Weber и Lorenz Popp),:с. 25 Vagnfabrik AB в Швеция. Hammel (от A. Ф. Хамел и Х. У. Йохансен в Копенхаген, Дания, произвеждат само един автомобил, около 1886 г.:с. 25), а Irgens започва в Берген, Норвегия, през 1883 г., но без успех:с. 25 – 26. В Италия FIAT започва през 1899 г., а в Австралия Pioneer започва работа през 1898 г. с вече архаичен вагон с централно кормило, захранван с парафин. Междувременно започва и експортната търговия, като Koch изнася леки и товарни автомобили от Париж за Тунис, Египет, Иран и Нидерландска Индия.:с. 25 Автомобили се изнасят и за британските колонии, например първият автомобил е изпратен в Индия през 1897 г.
Всяка жена може да кара електрически автомобил, всеки мъж може да кара парен, но нито мъж, нито жена могат да карат бензинов; той следва собствената си миризлива воля и върви или не върви, както му е удобно.
В периода на ветераните автомобилът се възприема повече като новост, отколкото като наистина полезен и необходим. Повредите са чести, горивото се набавя трудно, подходящите за пътуване пътища са оскъдни, а бързите иновации означават, че купен преди година автомобил много скоро остарява морално. Големият пробив в доказването на полезността на автомобила идва с историческото пътуване на Берта Бенц на дълги разстояния през 1888 г., когато тя изминава повече от 100 km от Манхайм до Пфорцхайм, за да запознае хората с потенциала на автомобилите, произведени от нейния съпруг Карл Бенц, и след успешното трансконтинентално пътуване на Хорацио Нелсън Джаксън през САЩ през 1903 г. с автомобил Winton. Много автомобили се произвеждат на конвейер – система, която продължава да се използва поради своята ефективност.

### Период на месинга или епоха на Едуард VII
Периодът приблизително от 1905 г. до 1914 г. и началото на Първата световна война се нарича Едуардианска епоха в Англия или „месингова епоха“ в САЩ, вследствие на широкото използване на месинг в автомобилите по това време.
В рамките на тези петнадесетина години са изоставени различните експериментални проекти и алтернативни системи за захранване. Въпреки че модерният туристически (Turing) автомобил е изобретен по-рано, едва след като системата „преден двигател, задно задвижване“ на Panhard et Levassor се възприема широко, са създадени разпознаваеми и стандартизирани автомобили с предно разположен двигател, задвижване на задните колела и двигател с вътрешно горене с трансмисия с плъзгащи се зъбни колела. Традиционните автомобили в стил „карета“ бързо са изоставени, а с появата на открити каросерии (тип tonneau) и други по-евтини каросерии тип „туристически“ автомобилите с каросерия „buckboard“ губят своята популярност.
До 1906 г. развитието на парните автомобили продължава да напредва и те са сред най-бързите пътни превозни средства. Същевременно автомобилните технологии се развиват бързо, което отчасти се дължи на стотиците малки производители, които се конкурират, за да спечелят внимание. Ключовите разработки включват електрическа система за запалване (например мотор-генераторът на автомобила Arnold от 1898 г.,:с. 61 но признанието получава Роберт Бош през 1903 г.), независимото окачване (всъщност замислено от Bollée през 1873 г.),:с. 61 и спирачките на четирите колела (от шотландската компания Arrol-Johnston през 1909 г.).:с. 27 За окачване са широко използвани листови ресори , въпреки че се използват и много други системи, а профилната стомана измества укрепеното дърво като предпочитан материал за рамата. Широко се възприемат трансмисиите и уредите за управление на подаването на гориво, които позволяват различни скорости на движение, макар че настройките на скоростта остават на степенни, за разлика от безстепенната система при автомобилите от по-късните епохи. Дебют прави и ветровото стъкло, патентовано от Джон Крю Ууд в Англия през 1905 г.:с. 62 То става стандартно оборудване едва през 1926 г. в колата Rickenbacker.:с. 62 
Между 1907 г. и 1912 г. в САЩ моторните карети с високи колела (наподобяващи конските карети отпреди 1900 г.) са в разцвета си, с над 75 производители, сред които Holsman (Чикаго), IHC (Чикаго) и Sears (който продава по каталог); те ще бъдат разорени с появата на Ford Model T.:с. 65 През 1912 г. Hupp (доставяни в САЩ от Hale & Irwin) и BSA (в Обединеното кралство) са пионери в използването на изцяло стоманени каросерии,:с. 63 към които през 1914 г. се присъединява Dodge (който произвежда каросериите за Model T).:с. 62 Въпреки че минават още две десетилетия, преди изцяло стоманените каросерии да станат стандартни, промяната означава подобряване на доставките на висококачествена дървесина за производителите на мебели.
Състезанието с автомобили от Ню Йорк до Париж през 1908 г. е първото автомобилно околосветско пътешествие. Германски, френски, италиански и американски отбори стартират в Ню Йорк на 12 февруари 1908 г., като трима от участниците в крайна сметка достигат Париж. Американският автомобил Thomas Flyer с шофьор Джордж Шустер печели състезанието, като изминава 35 000 km за 169 дни. През 1908 г. в Перу е построен и първият южноамерикански автомобил – Grieve. През 1909 г. Rambler става първата автомобилна компания, която оборудва автомобилите си с резервна гума.

### Класически (винтидж) период
Винтидж периодът при автомобилите продължава от края на Първата световна война (1918 г.) до краха на Уолстрийт в края на 1929 г. През този период доминира автомобилът с предно разположен двигател, а затворените каросерии и стандартизираното управление се превръщат в норма. През 1919 г. 90% от продадените автомобили са били с отворени каросерии, а през 1929 г. – със затворени каросерии.:с. 7 Развитието на двигателя с вътрешно горене продължава с бързи темпове, като за високия клас се произвеждат многоклапанни двигатели и двигатели с горен разпределителен вал, а за ултрабогаташите са замислени двигатели V8, V12 и дори V16. Също така през 1919 г. Малкълм Локхид (съосновател на Lockheed) изобретява хидравличните спирачки; те са възприети от Duesenberg за техния модел A през 1921 г.:с. 62 Три години по-късно Херман Риселер от Vulcan Motor изобретява първата автоматична скоростна кутия, която има двустепенна планетна предавателна кутия, преобразувател на въртящия момент и блокиращ съединител; тя никога не влиза в производство.:с. 62 (Тя се предлага като опция едва през 1940 г.):с. 62  Точно в края на винтидж периода на автомобилите във Франция е изобретено закаленото стъкло (сега стандартно оборудване на страничните прозорци).:с. 62 В тези времена революционният „понтонен“ дизайн на автомобили без напълно съчленени калници, стъпала и други некомпактни елементи е въведен в малки серии, но масовото производство на такива автомобили започва много по-късно (след Втората световна война).
През 20-те години на ХХ век американските автомобилни компании очакват, че скоро ще продават по шест милиона автомобила годишно, но това се случва едва през 1955 г. Много компании изчезват.:с. 62 Между 1922 и 1925 г. броят на американските производители на леки автомобили намалява от 175 на 70. Х. А. Тарантоус, управляващ редактор на „MoToR Member Society of Automotive Engineers“, в статия в New York Times от 1925 г. изказва предположение, че много от тях не са били в състояние да увеличат производството и да се справят с падащите цени (поради производството чрез поточни линии), особено за евтините автомобили. Новите бои на пироксилинова основа, осемцилиндровият двигател, спирачките на четирите колела и балонните гуми са най-важните тенденции за 1925 г.

### Предвоенен период
Предвоенната част на класическия период започва с Голямата депресия през 1930 г. и завършва с възстановяването след Втората световна война, което обикновено се поставя през 1946 г. Именно в този период интегрираните калници и напълно затворените каросерии започват да доминират в продажбите, като новият стил на каросерията седан дори включва багажник или багажник отзад за съхранение. До края на класическия период старите открити каросерии, файтони и туристически автомобили до голяма степен са премахнати, тъй като крилата, бордовете и фаровете постепенно се интегрират в каросерията на автомобила.
До 30-те години на ХХ век повечето от механичните технологии, използвани в днешните автомобили, са изобретени, въпреки че някои неща по-късно са „изобретени“ отново и са приписани на някой друг. Например задвижването на предните колела е въведено отново от Андре Ситроен с пускането на Traction Avant през 1934 г., въпреки че се е появило няколко години по-рано в пътните автомобили на Alvis и Cord, както и в състезателните автомобили на Miller (и може би се е появило още през 1897 г.). По същия начин, независимото окачване е първоначално замислено от Amédée Bollée през 1873 г., но не е пуснато в производство, докато не се появява в Mercedes-Benz 380 през 1933 г., което подтиква американските производители да го използват по-широко.:с. 61 През 1930 г. броят на производителите на автомобили рязко намалява, тъй като индустрията се консолидира и узрява, отчасти благодарение на последиците от Голямата депресия.

### Следвоенен период
Основна промяна в дизайна на автомобилите след Втората световна война е популярността на понтонния стил, при който са премахнати стъпалата и калниците са вградени в каросерията. Сред първите представители на този стил са съветският ГАЗ-М-20 „Победа“ (1946), британският Standard Vanguard (1947), американските Studebaker Champion и Kaiser (1946), както и чешкият Tatra T600 Tatraplan (1946)и италианският спортен автомобил Cisitalia 220 (1947).
Дизайнът и производството на автомобили окончателно излизат от военната ориентация и другите сенки на войната през 1949 г. – годината, в която в САЩ се появяват двигатели V8 с висока степен на сгъстяване и модерни каросерии от марките Oldsmobile и Cadillac на General Motors. Hudson въвежда дизайна „step-down“ с модела Commodore от 1948 г., при който пътническото отделение е разположено долу в периметъра на рамата, който е един от първите произведени следвоенни автомобили с нов дизайн и се отличава с тенденциозната стилистика с плоски страни. Ford Consul с еднокорпусна каросерия (интегрирана в каросерията рама) и макферсон окачване от 1951 г. се присъединява към Morris Minor от 1948 г. и Rover P4 от 1949 г. на автомобилния пазар в Обединеното кралство. В Италия Енцо Ферари започва своята серия 250, точно когато Lancia представя революционния Aurelia с V6 двигател.
През 50-те години на ХХ век мощността на двигателите и скоростта на автомобилите се увеличават, дизайнът става по-интегриран и артистичен, а автомобилите се предлагат широко на международния пазар. В Европа се появяват Mini на Алек Исигонис и 500 на Fiat, а в Япония става популярен подобният клас kei car. Volkswagen Käfer започва да се произвежда след Втората световна война и да се изнася в други страни, включително в САЩ. По същото време Nash представя Nash Rambler, първият успешен съвременен компактен автомобил, произвеждан в САЩ, докато стандартните модели, произвеждани от „тримата големи“ местни автомобилни производители, стават все по-големи, с все повече хромирани елементи, а пример за лукс е Cadillac Eldorado Brougham. Пазарите в Европа се разширяват с нови малки автомобили, както и със скъпи Gran Turismo (GT), като Ferrari America.
Пазарът се променя през 60-те години на ХХ век, когато американските автомобилостроители от „голямата тройка“ се сблъскват с конкуренцията на вносните автомобили, европейските производители усвояват модерни технологии, а Япония се превръща в страна производител на автомобили. В средата на 60-те години японските компании започват да изнасят някои от най-популярните си продавани в Япония автомобили в международен мащаб, като Toyota Corolla, Toyota Corona, Nissan Sunny и Nissan Bluebird. Успехът на моделите Rambler с компактни размери на American Motors подтиква GM и Ford да представят свои собствени автомобили с намалени размери през 1960 г. Мощните двигатели стават фокус на маркетинга на американските автомобилни производители, пример за което са „мускулестите“ автомобили от този период. През 1964 г. Ford Mustang създава нов пазарен сегмент – автомобил тип „пони“. Новите модели, които се конкурират с Mustang, включват Chevrolet Camaro, AMC Javelin и Plymouth Barracuda.
В САЩ и Обединеното кралство се увеличават вносът на автомобили в страната и авто-ребаджингът (замяна на една марка с друга при един и същи автомобил), тъй като обединени групи като British Motor Corporation консолидират пазара. Спестяващият място и определящ тенденциите модел Mini на BMC с напречно разположен двигател, предно предаване, независимо окачване и монокок каросерия, който се появява за първи път през 1959 г., се продава под имената Austin и Morris, докато Mini не става самостоятелна марка през 1969 г. Конкуренцията се засилва, като Studebaker, пионер в автомобилостроенето, е закрит, а тенденцията за консолидация достига до Италия, където нишови производители като Maserati, Ferrari и Lancia са придобити от по-големи компании. До края на десетилетието броят на автомобилните марки значително намалява.
Развитието на технологиите включва широкото използване на независими окачвания, по-широкото прилагане на впръскване на гориво и все по-голямото внимание към безопасността в автомобилния дизайн. Иновациите през 60-те години на ХХ в. включват ванкелов двигател на NSU, газова турбина и турбокомпресор. Само последният от тях се запазва, като е разработен от General Motors и възприет от BMW и SAAB, а по-късно се използва масово през 80-те години от Chrysler. Mazda продължава да разработва своя ванкелов двигател, въпреки проблемите с дълготрайността, емисиите и икономията на гориво. Други лицензополучатели на ванкелови двигатели, включително Mercedes-Benz и GM, никога не въвеждат своите разработки в производство поради инженерни и производствени проблеми, както и поради поуките от петролната криза през 1973 г.
70-те години на ХХ век са бурни години за производителите на автомобили и купувачите, като основните събития променят облика на индустрията, като петролната криза от 1973 г., по-строгите изисквания за контрол на автомобилните емисии и безопасност, нарастващият износ на японските и европейските производители на автомобили, както и ръстът на инфлацията и застоя в икономическите условия в много страни. Популярността на автомобилите с по-малки размери нараства. По време на кризата в автомобилната индустрия на САЩ през 1973 – 1983 г. (англ. Malaise era) в САЩ се установява сегментът на субкомпактните автомобили с представянето на AMC Gremlin, последван от Chevrolet Vega и Ford Pinto. Популярна е конструкцията на каросерията комби (комби, брейк, универсал), както и нарастващите продажби на некомерсиални автомобили със задвижване на всички колела и висока проходимост.
Към края на XX век Голямата детройтска тройка на САЩ (GM, Ford и Chrysler) частично губи водещата си позиция, Япония за известно време става световен лидер в производството на автомобили и автомобилите започват да се произвеждат масово в нови азиатски, източноевропейски и други страни.

### Съвременен период
Съвременният (модерен) период обикновено се определя като 40-те години, предхождащи текущата година. За съвременния период са характерни нарастваща стандартизация, споделяне на платформи и компютърно подпомагано проектиране с цел намаляване на разходите и времето за разработка, както и на нарастващо използване на електроника както за управление на двигателя, така и за развлекателни системи.
Някои особени съвременни тенденции са разпространението на задвижването на предните и всички колела, въвеждането на дизеловия двигател и повсеместното използване на впръскването на гориво. Повечето съвременни леки автомобили са с предно задвижване, монокок или уникорпус, с напречно монтирани двигатели.
В съвремието се променят и стиловете на каросерията. На съвременния пазар доминират три типа – хечбек, седан и SUV. Всички те първоначално наблягат на практичността, но мутираг в днешните мощни луксозни кросоувъри SUV, спортни комбита и двуобемни големи многофункционални автомобили. Възходът на пикапите в САЩ и на SUV автомобилите по света промени облика на автомобилите, като тези „камиони“ завладяха над половината от световния автомобилен пазар. Настъпи и въвеждането на класа MPV (по-малки нетърговски пътнически миниванове), сред първите от които бяха френският Renault Espace и версиите на минивана на Chrysler в САЩ.
В съвременния период се наблюдава и бързо подобряване на горивната ефективност и мощността на двигателите. Притесненията, свързани с автомобилните емисии, бяха облекчени с компютъризираните системи за управление на двигателя.
Финансовата криза от 2007 – 2008 г. намали почти една трета от продажбите на леки автомобили на Chrysler, Toyota, Ford и Nissan. Тя също така отне около една четвърт от продажбите на Honda и около една седма от продажбите на General Motors.
От 2009 г. насам Китай се превърна в най-големия производител на автомобили в света с производство, по-голямо от това на Япония, САЩ и цяла Европа. Освен увеличаването на производството на автомобили в азиатските и други страни, се наблюдава и ръст на транснационалните корпоративни групи, като производството на транснационални автомобили споделя едни и същи платформи, както и авторебаджингът, за да отговарят на различни пазари и потребителски сегменти.
От края на ХХ век насам се провеждат няколко конкурса за награди за леки и товарни автомобили, като „Европейски автомобил на годината“, „Автомобил на годината в Япония“, „Северноамерикански автомобил на годината“, „Световен автомобил на годината“, „Товарен автомобил на годината“ и „Международен автомобил на годината“.